# ‘Anah
‘Anah (arabiska: مدينة عنة الجديدة, عنة, الريحانة, عنه الجديدة) är en distriktshuvudort i Irak.   Den ligger i distriktet Anah District och provinsen Al-Anbar, i den nordvästra delen av landet, 250 km nordväst om huvudstaden Bagdad. ‘Anah ligger 177 meter över havet och antalet invånare är 27 000.
Terrängen runt ‘Anah är platt. Runt ‘Anah är det glesbefolkat, med 11 invånare per kvadratkilometer. ‘Anah är det största samhället i trakten. Trakten runt ‘Anah är ofruktbar med lite eller ingen växtlighet.